# 아웃라이더스 (비디오 게임)
아웃라이더스(Outriders)는 피플 캔 플라이(People Can Fly)가 개발하고 스퀘어 에닉스가 배급한 2021년 온라인 전용 협동 액션 롤플레잉 슈팅 게임이다. 이 게임은 2021년 4월 1일 플레이스테이션 4, 플레이스테이션 5, 스테이디어, Windows, 엑스박스 원, 엑스박스 시리즈 X/S로 출시되었다.
아웃라이더스는 비평가들로부터 엇갈린 평가를 받았으며, 게임플레이, 커스터마이징 및 비주얼에 대해서는 칭찬을, 스토리와 캐릭터에 대해서는 비판을 받았다. 이 게임은 2021년 5월까지 350만 명 이상의 플레이어에게 도달했지만, 스퀘어 에닉스와 피플 캔 플라이가 게임의 상업적 성과에 대해 서로 다른 성명을 발표했기 때문에 상업적 성공 여부는 불분명하다.

## 게임플레이
아웃라이더스는 롤플레잉 게임 요소가 혼합된 3인칭 슈팅 게임이다. 게임 시작 시 플레이어는 자신의 캐릭터를 만들고 고유한 능력을 가진 네 가지 클래스 중에서 선택할 수 있다. 네 가지 클래스에는 시간을 조작하는 능력이 있는 트릭스터, 불을 조작할 수 있는 파이로맨서, 지진 공격을 할 수 있는 데바스테이터, 터렛과 다른 장치를 사용하는 테크노맨서가 있다. 이러한 특수 스킬은 재사용 시간이 짧고 최대 효과를 위해 다른 스킬과 결합할 수 있다. 이 게임은 플레이어가 스킬을 잠금 해제하고 업그레이드할 수 있는 스킬 트리를 특징으로 한다.
플레이어는 산탄총과 돌격소총과 같은 다양한 무기를 사용하여 적을 물리칠 수 있으며, 총기는 무기 모드로 사용자 정의할 수 있다. 플레이어는 엄폐물 뒤에 숨어 적의 공격으로부터 자신을 보호할 수 있지만, 플레이어가 적에게 피해를 입히거나 죽여야만 체력이 회복된다. 플레이어는 괴물 동물, 인간 및 인간형 적과 싸운다. 플레이어가 진행함에 따라 월드 레벨(게임의 난이도와 동일)이 증가한다. 월드 레벨이 높으면 쓰러뜨린 적에게서 고급 전리품을 얻을 가능성이 더 높다.
이 게임은 다양한 롤플레잉 요소를 통합한다. 플레이어가 탐험할 때, 다양한 허브 지역을 탐험하고, 플레이 불가능 캐릭터와 대화하며, 사이드 임무를 완료할 수 있다. 컷신에서는 대화 트리를 통해 일부 대화의 결과를 결정할 수 있지만, 이는 스토리의 진행에 영향을 미치지 않는다. 이 게임은 혼자 플레이할 수 있지만, 플레이어는 두 명의 다른 플레이어와 함께 게임을 완료할 수도 있다.

## 줄거리
21세기 중반, 지구는 기후 재난이 더 자주 발생하고 위험해지면서 인간의 대처 능력을 넘어서는 회복 불가능한 지점에 이르렀다. 지구의 주요 정부는 새로 형성된 에녹 식민지 관리국(ECA) 아래 자원을 결합하여, 멀리 떨어진 지구와 유사한 행성인 에녹에서 인류를 보존하기 위한 최후의 노력을 기울인다. 두 개의 거대한 식민지선인 카라벨(Caravel)과 플로레스(Flores)가 각각 50만 명의 식민지 주민을 태우고 건설된다. 카라벨은 건설 도중 치명적인 폭발을 겪었음에도 불구하고, 플로레스는 83년의 여정 끝에 2159년 에녹 궤도에 성공적으로 도달한다. 착륙 지점을 정찰하고 식민지 주민을 위한 길을 닦는 임무를 맡은 정예 병사 팀인 아웃라이더가 가장 먼저 착륙한다. 그러나 그들은 예상치 못하게 거대하고 치명적인 에너지 폭풍인 이변(Anomaly)을 빠르게 발견한다. 아웃라이더는 ECA에게 식민지화 중단을 경고하려 하지만, ECA 지도부는 대신 자신들의 보안 병력을 보내 아웃라이더를 숙청하여 침묵시킨다. 이변에 노출되어 살아남은 아웃라이더 중 한 명은 전투 중 치명상을 입고 ECA 기술자 시라 구트만(Shira Gutmann)에 의해 다시 저온 수면 상태에 들어간다.
아웃라이더는 31년 후인 2190년에 저온 수면 상태에서 깨어나는데, 그곳에서 그들은 ECA의 식민지화 시도가 실패했으며, 이변이 식민지의 모든 첨단 기술을 파괴하고 모든 식민지 주민을 단 하나의 산골짜기에 가두었다는 것을 알게 된다. 적대적인 외계 야생동물과 자원 부족에 시달리면서, 식민지 주민은 ECA의 잔존 세력과 ECA 전복을 시도하는 무장 반군인 반란군 사이에 대규모 내전으로 분열된다. 또한, 아웃라이더처럼 이변에 노출되어 살아남은 사람들은 초자연적인 힘을 가진 돌연변이 인간인 "변이체(Altered)"가 되었다. 아웃라이더는 이제 ECA의 실질적인 지도자인 시라와 재회하고, 시라는 아웃라이더에게 반란군에 맞서 싸우고 그들의 변이체를 제거하라는 임무를 맡긴다.
시라는 자신과 과학자 에이브러햄 자헤디 박사(Dr Abraham Zahedi)가 이변 반대편에서 발생하는 신비한 신호의 근원을 추적하려 한다고 설명한다. 처음 착륙했을 때 정확한 신호 주파수를 기록했던 아웃라이더는 자헤디를 만나러 간다. 자헤디는 자신이 식민지 물자의 절반을 싣고 궤도에 남아 있는 플로레스와 연결할 수 있는 마지막 위성 업링크를 가지고 있다고 밝힌다. 식민지 주민이 이변으로부터 안전한 지역으로 이전할 수 있다면, 새로운 식민지를 건설할 수 있다. 자헤디와 몇 명의 동반자를 데리고, 아웃라이더는 여러 위험한 환경을 통과하여 마침내 이변을 돌파하고 반대편에 도달하지만, 황량한 사막에는 버려진 인간 시설이 흩어져 있지만, 인간에게 폭력적으로 적대적인 인간형 토착 종족("페럴(Ferals)"이라고 부름)이 서식하고 있었다.
일행이 신호를 계속 따라가자, 그들은 설명할 수 없게 플로레스보다 먼저 에녹에 도착한 카라벨의 잔해를 발견한다. 카라벨에 들어서자, 일행은 플로레스가 지구를 떠난 후 남겨진 사람들이 더 발전된 엔진으로 카라벨을 재건할 수 있었다는 것을 알게 된다. 이 엔진으로 카라벨은 플로레스보다 먼저 에녹에 도착할 수 있었다. 착륙하자, 카라벨 식민지 주민은 평화로운 성격을 따 이름을 붙인 팍스(Pax)라는 토착 종족을 만났다. 팍스 문명은 또한 행성에 고유한 이상한 에너지를 균형 있게 유지하며, 그 에너지에서 자신의 힘을 끌어냈다. 식민지 주민은 이 힘을 탐내고 팍스가 자신에게 이 힘을 사용할 것을 두려워하여, 능력을 얻으려는 헛된 시도에서 팍스를 폭력적으로 정복했다. 팍스에 대한 학대적이고 잔인한 대우는 학살로 이어졌다. 선택의 여지가 없어진 살아남은 팍스는 저항하기 위해 의식을 통해 폭력에 능한 형태로 변모하여 카라벨 식민지 주민을 전멸시켰다. 그러나 이 형태는 이성적으로 행동하고 평화적으로 행동하는 능력을 제거했으며, 이는 결과적으로 팍스가 돌보지 않아 에녹 전역에 이변으로 행성의 불균형한 에너지를 방출하게 되었다. 아웃라이더가 줄곧 따라온 신호는 카라벨의 자동 조난 신호였다. 페럴은 카라벨을 공격하지만, 아웃라이더와 그 일행은 그들을 격퇴하여 자헤디가 플로레스에게 화물 포드를 발사하도록 신호를 보낼 수 있게 한다.
일행이 화물 포드가 착륙하는 것을 지켜보자, 그들은 아웃라이더의 이야기에 영감을 받아 그들의 흔적을 따라온 인간 집단을 만난다. 여전히 임무 완수를 결심한 아웃라이더는 식민지화에 적합한 지역을 찾기 위해 계속 나아간다.

### 월드슬레이어
플로레스에서 남은 화물 포드를 회수했음에도 불구하고, 이변이 기하급수적으로 확장되어 에녹 전역에 파괴적인 눈보라를 일으키고 있기 때문에 ECA는 여전히 위험에 처해 있다. 자헤디는 아웃라이더에게 폭풍을 멈추는 방법을 알고 있을지도 모르는 반란군 과학자 프란시스코 살바도르(Francisco Salvador)와 연락하고 있었지만 연락이 끊겼다고 밝힌다. 아웃라이더는 살바도르가 마지막으로 알려진 위치인 블랙 걸치(Black Gulch)로 향하기로 결정한다. 아웃라이더는 반란군 기지에 침투하지만 살바도르는 죽어 있다. 그들은 살바도르의 연구를 회수하지만, 폭풍으로 인류를 제거하려는 사령관 에레쉬키갈(Commander Ereshkigal)이 도착하자 도망칠 수밖에 없다.
살바도르의 연구를 이용하여 자헤디는 이변 내부의 명백한 안전 구역을 정확히 찾아낼 수 있다. 아웃라이더는 그곳으로 가서 그곳에 사는 팍스 샤먼 아투마(Atuma)를 찾는다. 아투마는 안전 구역을 유지하는 오벨리스크가 실패 직전에 있지만, 인류를 구할 수 있는 또 다른 오벨리스크인 루트 샤드(Root Shard)가 있을지도 모른다고 밝힌다. 아투마는 아웃라이더를 잃어버린 팍스 도시 타랴 그라타르(Tarya Gratar)로 안내하고, 그곳에서 고대 팍스는 생존자들이 이변과 균형을 이루며 사는 법을 배우기 전에 이변 착취로 스스로를 파괴했다고 설명한다. 아웃라이더는 루트 샤드를 회수하고 아투마를 리프트 타운(Rift Town)으로 데려가 시라를 만나게 한다. 아투마는 ECA와 반란군 사이에 평화가 있을 때만 루트 샤드를 넘겨줄 용의가 있다고 시라에게 말한다. 그런 다음 그녀는 시라에게 아투마의 비전이 현실이 되도록 기꺼이 자신을 희생했다고 아웃라이더에게 밝힌 시라를 협상 시작을 확신시키는 미래의 비전을 보여주지만, 그녀는 폭풍을 멈추기를 거부하고 시라를 죽인다. 분노에 찬 아웃라이더는 에레쉬키갈과 대결하여 죽이고, 반란군의 위협을 종식시킨다. 전쟁이 끝나자 아투마는 루트 샤드를 사용하여 살아남은 인간이 살 수 있는 안전 구역을 만든다.
인류는 구원받았지만, 아투마는 그런 금지된 지식이 자신을 미치게 할 수 있다는 경고에도 불구하고 이변의 위협을 영구적으로 종식시킬 방법을 찾기 위해 타랴 그라타르 깊숙한 곳으로 탐험하기로 결정한다. 결국 아웃라이더는 팍스의 첫 지도자인 아버지의 명상실에 도달한다. 내부에서 아웃라이더는 아버지가 에녹에 인류가 도착할 것을 예측했으며, 아웃라이더가 결국 명상실을 찾을 것이라는 것을 깨닫는다. 그러자 방은 행성 깊숙한 곳으로 이동하기 시작하고, 아웃라이더는 아버지가 자신에게 어떤 메시지를 남겼을지 궁금해한다.

## 개발 및 출시
폴란드 개발자 피플 캔 플라이는 2015년에 아웃라이더스 개발을 시작했다. 스퀘어 에닉스는 게임 배급에 동의하고 팀이 그들의 비전을 확장하도록 격려했다. 게임을 개발하기 위해 피플 캔 플라이는 스튜디오를 40명에서 200명 이상으로 확장했다. 아웃라이더스의 게임플레이 공개는 비평가들이 이 게임을 데스티니 및 톰 클랜시의 더 디비전과 같은 다른 라이브 서비스 게임과 비교하게 만들었지만, 피플 캔 플라이는 아웃라이더스가 라이브 서비스 타이틀이 아니며 플레이어가 "시작하고 끝낼" 수 있는 게임이라고 확인했다. 이 게임은 협동 게임플레이를 염두에 두고 설계되었지만, 팀은 게임의 스토리를 작성하는 데 많은 노력을 기울였으며, 수석 작가 조슈아 루빈(Joshua Rubin)은 지옥의 묵시록과 어둠의 심장에 비유했다. 이 게임의 내러티브는 스튜디오가 성숙한 스토리도 쓸 수 있다는 것을 증명하고 싶었기 때문에 불릿스톰보다 훨씬 진지한 톤을 특징으로 한다.
2018년 5월 16일, 스퀘어 에닉스는 피플 캔 플라이의 다음 타이틀을 배급할 것이라고 발표했다. E3 2019에서 발표된 아웃라이더스는 코로나19 범유행의 영향을 받아 2020년 말 출시 시점에서 연기되어 2021년 4월 1일에 플레이스테이션 4, 플레이스테이션 5, 스테이디어, Windows, 엑스박스 원, 엑스박스 시리즈 X/S로 출시되었다. 게임의 데모 게임은 2021년 2월에 출시되어 200만 명의 플레이어를 끌어모았다.
2021년 3월 15일, 엑스박스 버전은 엑스박스 게임 패스 구독자에게 추가 비용 없이 제공될 것이라고 발표되었다. 월드슬레이어(Worldslayer)라는 게임 확장팩은 2022년 6월 30일에 출시되었다.

## 평가

### 비평
아웃라이더스는 리뷰 애그리게이터 웹사이트 메타크리틱에 따르면 비평가들로부터 "엇갈리거나 평균적인" 평가를 받았다. 오픈크리틱은 비평가 중 52%가 게임을 추천한다고 판단했다.
게임레볼루션의 맥 애쉬워스(Mack Ashworth)는 이 게임에 7.5/10점을 주면서, 게임플레이, 레벨 디자인, 비주얼, 전투 애니메이션, 그리고 출시 시점에 게임이 완성된 것처럼 느껴진다는 사실은 칭찬했지만, 스토리와 캐릭터를 비판했다. 요약해서 그는 "어떤 면에서도 혁신적이지 않고 많은 단점을 무시하기 어렵지만, 아웃라이더스는 더 단순했던 과거의 폭발과 같다"고 썼다. 디스트럭토이드는 이 게임에 7/10점을 주면서, 정가에 완성된 게임이라는 점을 칭찬했으며, "견고하고 확실히 팬층이 있다. 무시하기 어려운 몇 가지 결함이 있을 수 있지만, 경험은 재미있다"고 썼다.
게임스팟의 필 혼쇼(Phil Hornshaw)는 이 게임에 8/10점을 주면서, "엄폐 사격, 전리품 사격, 협동 플레이, 초능력의 조합이 강렬한 전술 전투를 만들어낸다"는 점을 칭찬했다. 가디언의 톰 브램웰(Tom Bramwell)은 이 게임이 "장르를 제대로 살렸다"고 느끼며, 총이 보편적으로 사용하기 재미있다는 점을 칭찬했다. 그러나 그는 "어색한 대화와 공상 과학 클리셰"를 인용하며 스토리가 모든 사람에게 매력적이지는 않을 것이라고 언급했다.
IGN의 존 라이언(Jon Ryan)은 이 게임에 7/10점을 주면서, 게임의 액션 중심적인 부분을 칭찬했으며, 멀티플레이 모드가 가장 즐거운 플레이 방식이라고 느꼈다. 그는 또한 월드 디자인과 비주얼, 그리고 게임에 소액 결제가 없다는 점을 칭찬했다. 반면에 그는 "진심으로 흥미로운 반전"에도 불구하고 스토리가 "부족하다"고 비판했으며, 사용자 인터페이스와 버그도 비판했다.
피시게임스엔의 조던 포워드(Jordan Forward)는 이 게임에 7/10점을 주면서 다음과 같이 썼다. "아웃라이더스의 빠르게 진행되는 전투와 상상력이 풍부한 공상 과학 설정은 여행할 가치가 있게 만든다. 출시 당시의 모든 결함에도 불구하고, 이것은 개발사 피플 캔 플라이에게 매우 특별한 것의 시작일 수 있다."

### 판매
출시 주간에 아웃라이더스는 영국 전체 차트에서 여섯 번째로 많이 팔린 소매 게임이었고, 스위스 전체 차트에서 두 번째로 많이 팔린 소매 게임이었으며, 플레이스테이션 4와 플레이스테이션 5 버전은 각각 6,596장과 2,431장의 실물 판매량으로 일본 개별 차트에서 아홉 번째와 스무 번째 위치에 데뷔했다. 엑스박스에서 아웃라이더스는 출시 주간에 가장 많이 팔린 디지털 게임이었다. 2021년 4월 출시 한 달 동안 엑스박스에서 가장 많이 팔린 디지털 게임 상위 10위권 안에 들었고, 플레이스테이션에서 가장 많이 팔린 디지털 게임 상위 5위권 안에 들었다. 게임 출시가 서버 문제로 어려움을 겪었지만, Steam에서 거의 10만 명의 동시 접속자를 유치했다. 2021년 2월 28일부터 4월 3일까지 기간 동안 아웃라이더스는 미국에서 달러 판매량 기준으로 세 번째로 많이 팔린 게임이었다.
게임 출시 한 달 후 350만 명의 플레이어를 유치했다. 스퀘어 에닉스에 따르면, 엑스박스 게임 패스 구독자에게 출시와 동시에 게임을 제공한 것이 짧은 시간 안에 게임의 설치 기반을 구축하는 데 도움이 되었기 때문에 "그들에게 유리하게 작용했다"고 한다.
스퀘어 에닉스가 "회사의 다음 주요 프랜차이즈가 될 것"이라고 밝혔지만, 피플 캔 플라이는 2021년 8월 현재까지 로열티를 받지 못했으며, 이는 아직 수익을 내지 못했음을 시사한다. 피플 캔 플라이는 게임이 200만에서 300만 장 사이 팔렸다고 추정한다.

### 수상
2021년 아웃라이더스는 중부 및 동부 유럽 최고의 비디오 게임을 인정하고 홍보하는 연례 시상식인 중부 및 동부 유럽 게임 어워드(CEEGA)에서 기술 부문을 수상했다.